# Danny Dietz
Danny Phillip Dietz Jr. (Aurora, 26 de enero de 1980 - Kunar, 28 de junio de 2005) fue un SEAL de la Marina que recibió la segunda condecoración más alta de la Marina de los Estados Unidos, la Cruz de la Armada, junto con el Corazón Púrpura, por sus acciones durante la Guerra de Afganistán.

## Primeros años
Dietz nació el 26 de enero de 1980 en Aurora, Colorado siendo hijo de Cindy y Daniel P. Dietz Sr. Tenía ascendencia Apache. Se graduó de Heritage High School en Littleton en 1999.

## Carrera profesional

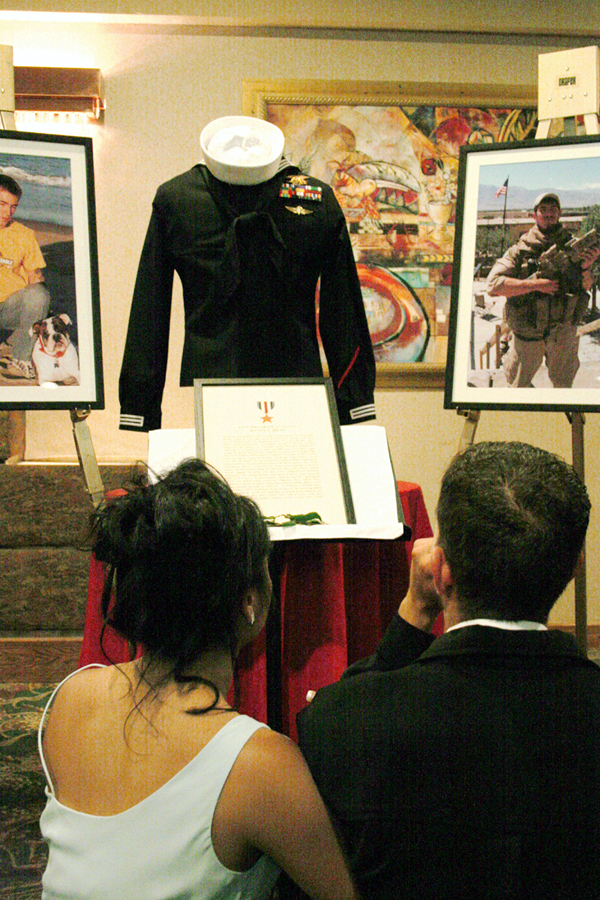
Una foto del uniforme de Dietz en exhibición con su hermano y hermana viéndolo, 2006.

Dietz se unió a la Marina el 31 de agosto de 1999, y luego de graduarse del entrenamiento básico en el Comando de Entrenamiento de Reclutas, Great Lakes, Illinois, terminó la Escuela Gunner's Mate "A" también en Great Lakes. A partir de ese momento, se inscribió en el entrenamiento básico de demolición subacuática/SEAL (BUD / S) y se graduó con la clase 232 en 2001. 
Dietz procedió al Curso Aerotransportado Básico en Fort Benning, Georgia, después de lo cual completó el Entrenamiento de Calificación SEAL y el Entrenamiento de Vehículo de Entrega SEAL. Poco después de registrarse en el equipo 2 de vehículos de entrega SEAL en Virginia Beach, Virginia, el 8 de noviembre de 2001, fue designado para la Unidad de Tarea Bravo como piloto opcional de SDV y jefe del departamento de artillería e ingeniería. En abril de 2005, Dietz fue enviado con su componente de reconocimiento especial a Afganistán para ayudar al Escuadrón de Guerra Especial Naval TEN en la acusación de la Guerra Global contra el Terrorismo.

### Operación Alas Rojas
La Operación Alas Rojas fue una operación de contrainsurgencia de las Fuerzas Armadas de los Estados Unidos para matar o capturar a Ahmad Shah, (nombre en clave Ben Sharmak), un conocido terrorista y jefe de la milicia, "Mountain Tigers". El operativo fue realizado, el 27 de junio de 2005, por el equipo SEAL de la Armada; el equipo de cuatro hombres estaba formado por Matthew Axelson y Marcus Luttrell, ambos de segunda clase apoyando el papel de francotiradores, mientras que Dietz y el líder del equipo, el teniente de la Armada Michael P. Murphy, eran los observadores.
La misión se vio comprometida después de que los pastores de cabras tropezaran con los SEAL y los denunciaran a los talibanes después de que los SEAL los dejaran en libertad. Se produjo un intenso tiroteo después de que los SEAL fueran emboscados por insurgentes talibanes que los superaban en número de uno a veinticinco. Murphy entró en un claro abierto para recibir recepción y pedir apoyo, se las arregló para llegar a la base, dándoles la ubicación de los SEAL, así como la cantidad de enemigos. Expuesto al fuego enemigo, recibió un disparo en la espalda mientras hacía la llamada, fue este acto el que le otorgó a Murphy la Medalla de Honor póstumamente. Murphy luego regresó a su equipo para continuar la batalla. Con pocas municiones, Murphy, Axelson y Danny Dietz murieron mientras que Luttrell quedó inconsciente por un RPG.
El apoyo enviado fue un equipo de ocho Navy SEALs y ocho efectivos 160.º Regimiento de Aviación de Operaciones Especiales. Sin embargo, los dieciséis soldados de las fuerzas especiales a bordo del helicóptero perecieron cuando el Boeing CH-47 Chinook fue alcanzado por una granada propulsada por cohete que encendió los tanques de combustible justo cuando los soldados estaban a punto de saltar la cuerda. Entre los muertos a bordo del helicóptero se encontraban el teniente comandante Erik S. Kristensen, el oficial de mayor rango que murió en la operación, y Kip A. Jacoby, el soldado más joven en morir en la operación, a la edad de 21 años.
Marcus Luttrell fue el único superviviente del SEAL Team TEN, ayudado por un aldeano afgano que lo protegió, fue rescatado por los boinas verdes seis días después. Danny Dietz, Matthew Axelson y Michael Murphy fueron declarados muertos en acción después de que sus cuerpos fueran recuperados el 4 de julio.

## Muerte
Dietz resultó mortalmente herido después de sufrir la peor parte del ataque inicial y la caída. Esto lo llevó a perder la capacidad de caminar y, como resultado, Luttrell lo cargó en su camino hacia la montaña, mientras Dietz le respondía. Esta rigurosa actividad se repitió varias veces hasta que Luttrell accidentalmente lo convirtió en una bala, cuando Luttrell estaba a punto de caer. La bala penetró en la parte posterior de su cabeza y lo mató instantáneamente, el peso muerto de Dietz fue una sorpresa para Luttrell y como resultado, cayó por el borde de la montaña con el cuerpo de Dietz y resultó gravemente herido.
El cuerpo de Dietz fue encontrado por un grupo de paracaidistas del salvamento de la Fuerza Aérea de los Estados Unidos durante una operación de búsqueda y rescate, el 4 de julio de 2005. Dietz fue enterrado con todos los honores militares en el Cementerio Nacional de Fort Logan en Denver, Colorado.

## Vida personal
Dietz tiene un hermano Eric y una hermana Tiffany.
Dietz era conocido por mostrar aprecio por el aire libre y disfrutaba de la pesca y la escalada en roca. Tenía un cinturón negro en Taekwondo de la Academia Coreana de Taekwondo.

## Premios y condecoraciones
Los premios de Dietz incluyen:
- Cruz de la Armada
- Corazón Púrpura

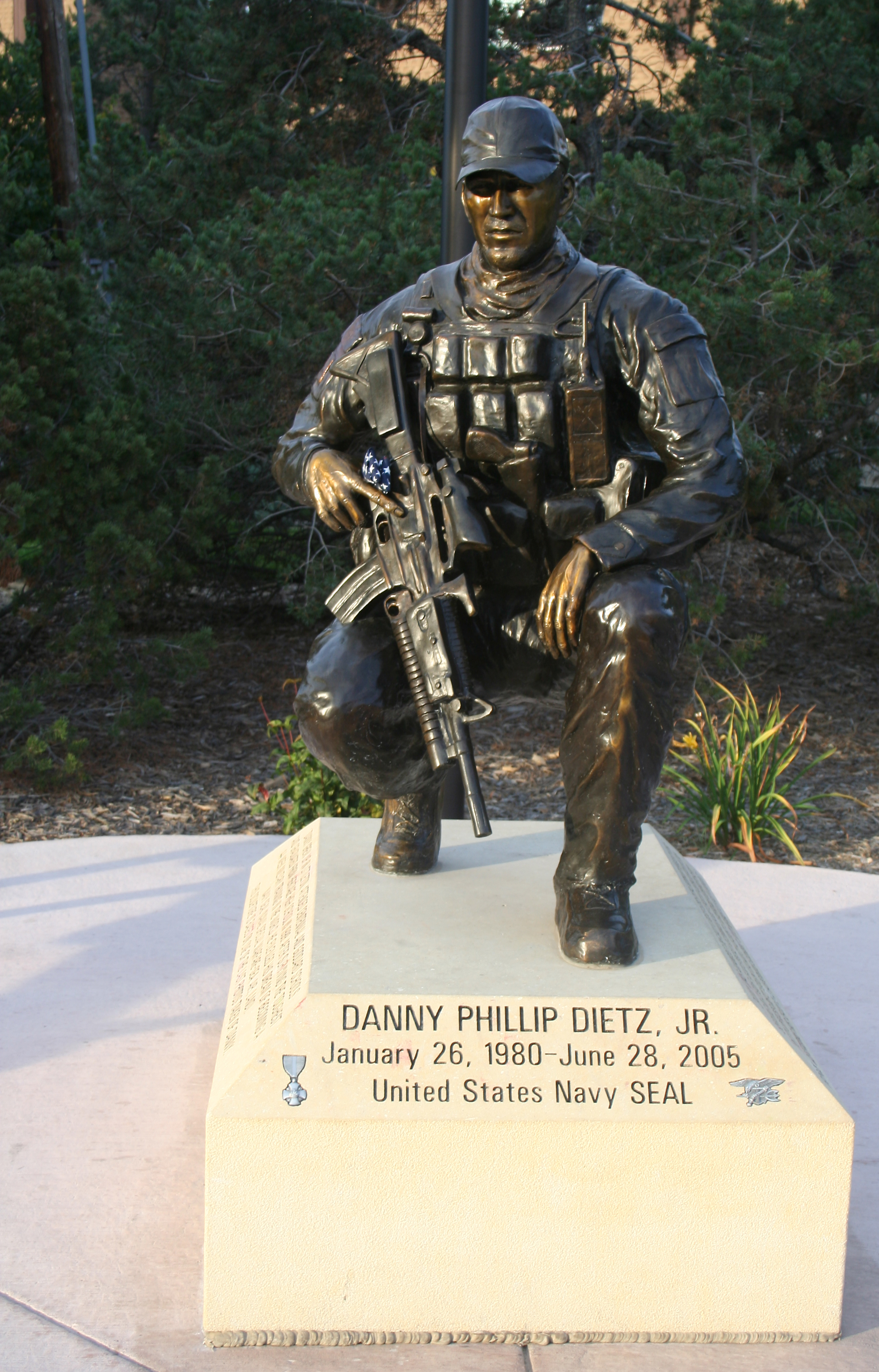
Una imagen de cerca de la estatua de Dietz en exhibición.

- Medalla de elogio de la Armada y el Cuerpo de Marines
- Medalla por logros de la Armada y el Cuerpo de Marines
- Cinta de acción de combate
- Medalla de Servicio en la Defensa Nacional con una Estrella de Bronce
- Medalla de la campaña de Afganistán
- Medalla expedicionaria de la Guerra Global contra el Terrorismo
- Medalla al servicio de la guerra global contra el terrorismo
- Cinta de servicio de marítimo
- Insignia de guerra especial
- Insignia de paracaidista

### Cruz de la Armada
El 13 de septiembre de 2006, Dietz recibió póstumamente la Cruz de la Armada de manos del secretario de la Marina, Donald C. Winter.

#### Citación
Por su extraordinario heroísmo en acciones contra el enemigo mientras prestaba servicio en un elemento de reconocimiento especial de cuatro hombres con el equipo de vehículos de entrega SEAL ONE, unidad de tareas de guerra especial naval, Afganistán del 27 al 28 de junio de 2005. El suboficial Dietz demostró un heroísmo extraordinario frente al grave peligro en las cercanías de Asadabad, provincia de Kunar, Afganistán. Operando en el medio de un área controlada por el enemigo, en un terreno extremadamente accidentado, su elemento de Reconocimiento Especial tenía la tarea de localizar a un líder de la Milicia Anticoalición de alto nivel, en apoyo de una misión de acción directa de seguimiento para interrumpir la actividad enemiga. El 28 de junio de 2005, el elemento fue descubierto por simpatizantes de la Milicia Anticoalición, quienes inmediatamente revelaron su posición a los milicianos. Como resultado, el elemento se encontró directamente con el enemigo. Demostrando una determinación excepcional y comprendiendo plenamente la gravedad de la situación y su responsabilidad hacia sus compañeros de equipo, el suboficial Dietz luchó valientemente contra la fuerza enemiga numéricamente superior y posicionalmente aventajada. Quedando atrás en una granizada de fuego enemigo, el suboficial Dietz fue herido por fuego enemigo. A pesar de sus heridas, luchó valientemente, defendiendo valientemente a sus compañeros de equipo y a sí mismo en un tiroteo desgarrador, hasta que fue herido de muerte. Por su valor inquebrantable frente al intenso fuego enemigo y su absoluta devoción por sus compañeros de equipo, el suboficial Dietz será recordado durante mucho tiempo por el papel que desempeñó en la Guerra Global contra el Terrorismo. El heroísmo valiente y desinteresado del suboficial Dietz, su habilidad profesional excepcional y su máxima devoción al deber le reflejaban un gran crédito y estaban en consonancia con las más altas tradiciones del Servicio Naval de los Estados Unidos. Dio su vida galantemente por la causa de la libertad.

## Legado

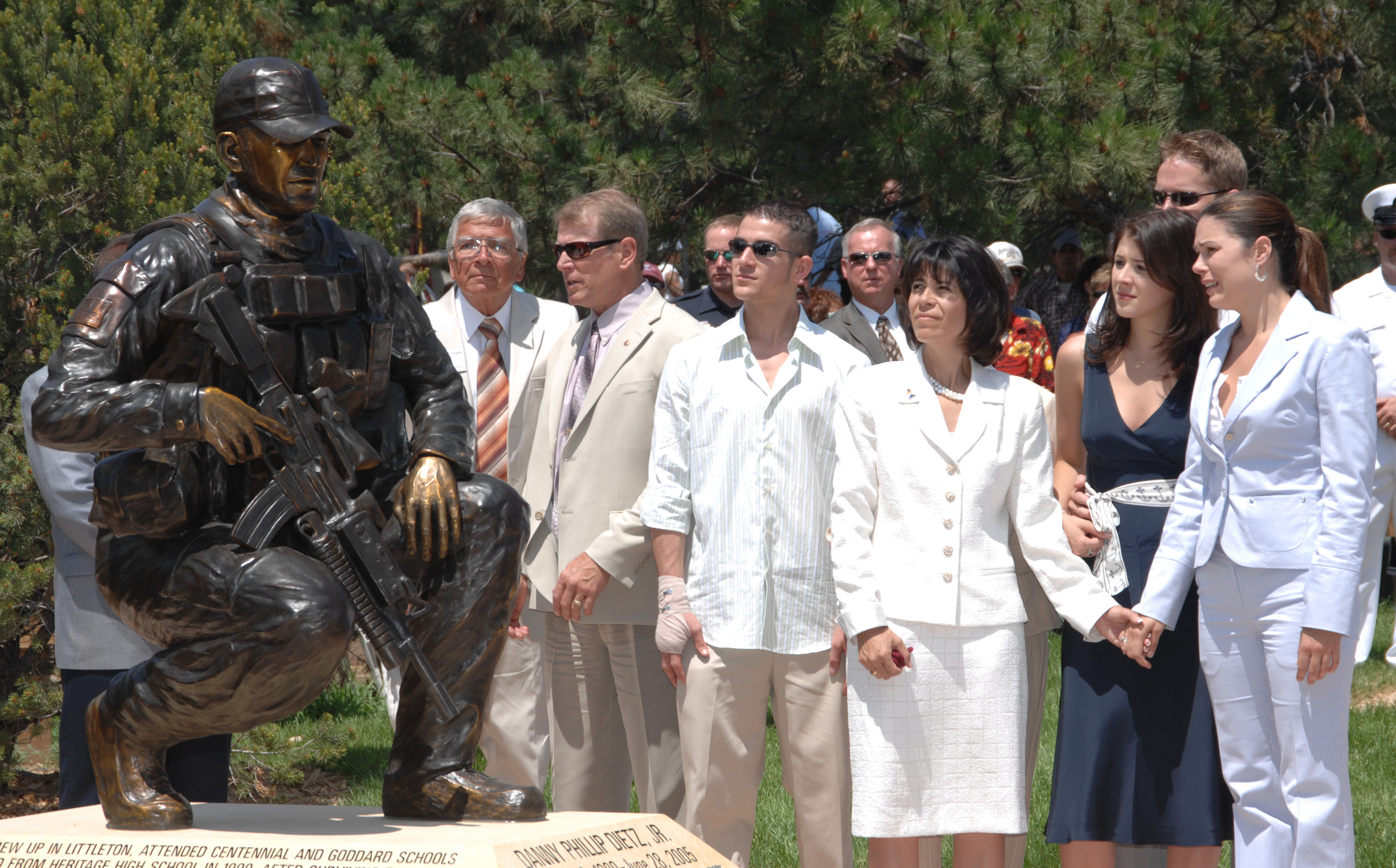
Una imagen de la estatua de Dietz presentada en 2007 con su familia viéndola, su esposa está en la esquina derecha seguida por su hermana, madre, hermano y padre.

El 4 de julio de 2007, la ciudad de Littleton, Colorado erigió una estatua de bronce de tamaño natural de Dietz sosteniendo su rifle en una posición de 'descanso de desfile' sobre una rodilla. La citación de la Cruz de la Armada se replicó en el monumento.
El 18 de agosto de 2009, el tramo de South Santa Fe Drive entre la Interestatal 25 y la Carretera estatal de Colorado 470 fue nombrado Navy SEAL Danny Dietz Memorial Highway en su honor.
A partir de 2010, el Danny Dietz Memorial Day Classic es un evento de rodeo/recaudación de fondos que se lleva a cabo el fin de semana del Día de los Caídos en el recinto ferial del condado de Fort Bend en Rosenberg, Texas.
Para la película de 2013 Lone Survivor, que cubrió los eventos de la Operación Alas Rojas, Dietz fue interpretado por el actor Emile Hirsch.

## Otras lecturas
- Luttrell, Marcus (2007). Lone Survivor: The Eyewitness Account of Operation Redwing and the Lost Heroes of SEAL Team 10. Little, Brown and Company. ISBN 978-0-316-06759-1.